# Santa Camarão

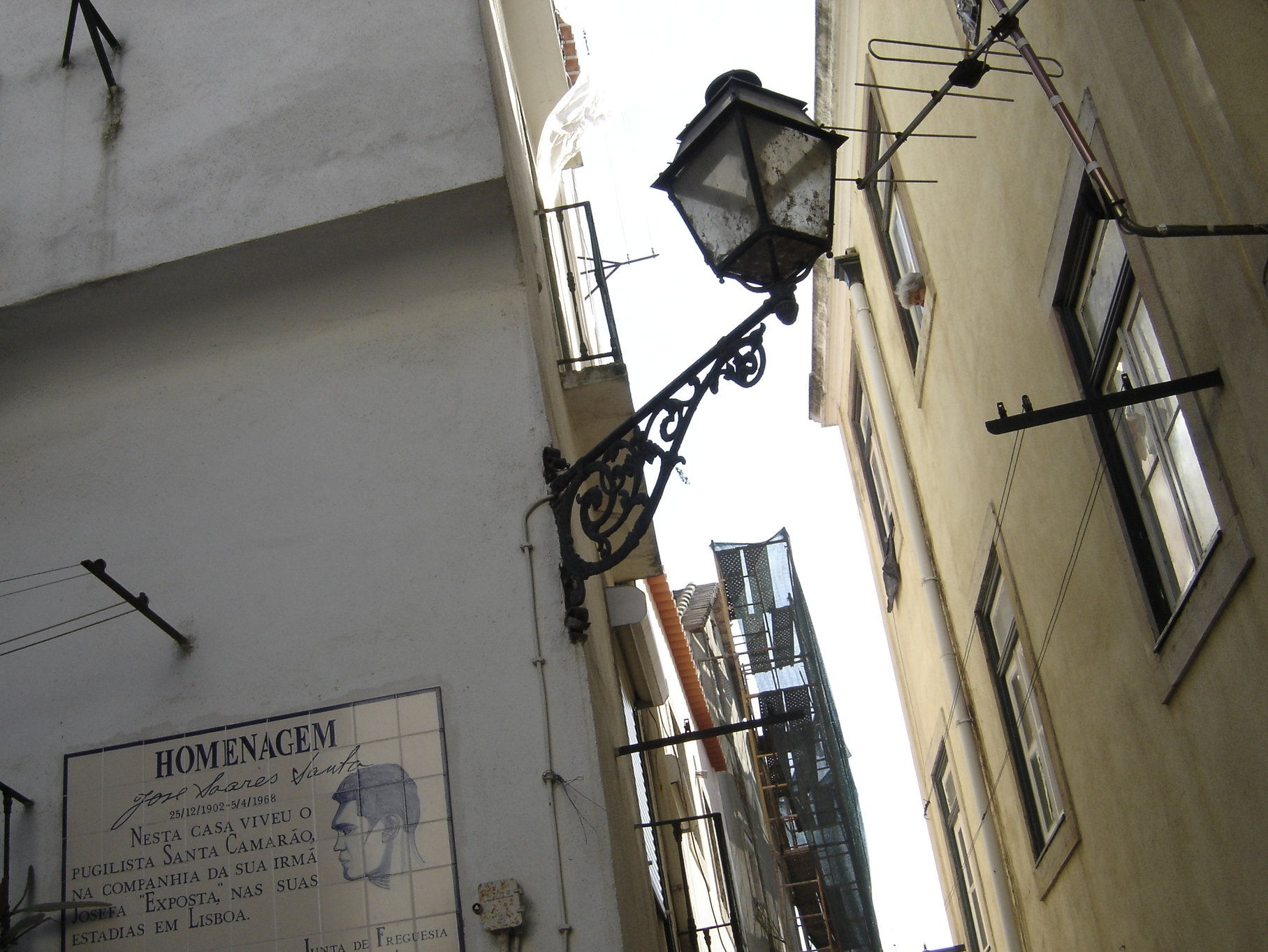
Casa onde viveu Santa Camarão em Alfama.

José Soares Santa (Ovar, 25 de Dezembro de 1902 – Ovar, 5 de Abril de 1968) foi um pugilista português que alcançou fama mundial na década de 1930. Era conhecido como Santa Camarão (que era uma alcunha de família).

## Percurso
Era filho de António Soares Santa e Josefa Pereira dos Santos e bastante alto (2,06 m), pesando 120 kg.
A sua carreira de pugilista durou entre os anos de 1925 e 1933. Em 1929 perdeu o título europeu para Pierre Charles. Disputou combates em vários países da Europa, América do Norte e América Latina tendo defrontado os campeões Max Baer e Primo Carnera no Madison Square Garden.
Em 1931, nos EUA, venceu 31 combates consecutivos.
Santa Camarão participou no filme Liebe Im Ring (1930) realizado por Reinhold Schünzel, em Berlim. Nesse filme, onde pela primeira vez aparece alguém a falar português, aparece também o lutador Max Schmeling.
Em 1932 casou-se com a luso-americana Mary Loreto. Regressa a Portugal para viver em Ovar.
Santa Camarão morreu em 1968.
O Governo Português atribuiu, a título póstumo, a Medalha de Bons Serviços Desportivos em 2003. Foi também editado o livro Com o Mundo nos Punhos - Elementos para uma Biografia de José Santa Camarão, a cargo do Dr. Luís Maçarico.
Marcos Muge foi o autor de uma escultura e diversa obra em pintura do pugilista, tendo feito também investigação sobre o pugilista vareiro.
Entre 5 e 23 de Abril de 2004 realizou-se a primeira exposição de Homenagem ao Santa Camarão no Museu de Ovar.

## Curiosidades
Existe uma rua em Lisboa com o seu nome.
Livro "A minha vida: A vida de José Santa Camarão contada por ele mesmo".
Em 2004 foi apresentada a obra "Com o Mundo nos Punhos - Elementos para uma Biografia de José Santa Camarão" de Luis Maçarico.